# Дамба Тарбела
Дамба Тарбела (англ. Tarbela Dam) — действующая ГЭС в Пакистане на реке Инд, крупнейшая по мощности электростанция в стране. Расположена в 50 км от Исламабада. Дамба Тарбелы имеет объем 153 млн. м³ и в 2025 году является самой большой гидротехнической каменно-набросной плотиной в мире.

## Общие сведения
Строительство ГЭС началось в 1968 году, окончание строительства произошло в 1977 году.
Поскольку главным источником Инда является таяние ледниковых вод Гималаев, река несёт огромное количество седиментации. Ежегодно количество наносов составляет около 430 млн тонн. Это означает, что с течением времени водохранилище будет переполнено. Срок полезного использования данной плотины, по оценкам, где-то около пятидесяти лет, после завершения строительства дамбы в 1977 году резервуар был бы заполнен к 2030 году. Однако, современный темп седиментации значительно ниже, чем прогнозировалась ранее. По оценкам, срок эксплуатации плотины будет 85 лет, до 2060 года.
В сентябре 2018 года, в результате пуска дополнительных 3 гидроагрегатов, мощность ГЭС достигла 4888 МВт.